# Creu del presoner polític 1940-1945

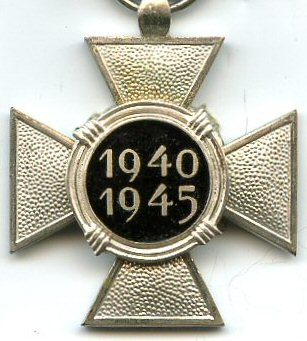
Revers de la medalla

La Creu del presoner polític 1940-1945 (francès:  Croix du Prisonnier Politique 1940–1945; neerlandès: Het Politieke Gevangenkruis 1940–1945) és una medalla de guerra belga establerta per reial decret del Regent el 13 de novembre de 1947 i atorgada a tots aquells ciutadans belgues que haguessin estat detinguts i internats pels alemanys com a presoners polítics durant la Segona Guerra Mundial. L'estatut de la medalla preveu la concessió pòstuma de la medalla per aquells que no sobrevisquessin a la detenció, així com el dret de l'esposa o dels pares del difunt a lluir la creu.

## Descripció
La Creudel presoner polític 1940-1945 és una creu pattée de 37mm d'ample platejada. A l'anvers hi ha un medalló de cm de diàmetre envoltat per filferro espinós amb un triangle invertit vermell amb una lletra "B" en negre al mig. El triangle amb la "B" representa la insígnia que els detinguts havien de portar sobre el seu uniforme de presoner indentificant-los com a presoners polítics belgues. Al revers també hi ha un medalló central, esmaltat en negre amb els anys "1940-1945" en platejat en dues columnes.
La creu penja d'una cinta de 38mm d'ample de seda blanca, amb 6 franges blaves de 3mm, separades 3mm les unes de les altres. Aquests colors representen els colors dels uniformes dels presoners.
Sobre el galó es poden portar fins a 4 estrelles de 5 o 6 puntes, cadascuna d'elles significa un període de 6 mesos d'internament. En cas d'una concessió pòstuma es porta una barra en esmalt negre sobre les estrelles.

## Receptors notables
- Capità Charles de Hepcée
- Doctor Ivan Colmant
- Paul Coart
- Baró Paul Halter
- René Henri cavaller Bauduin
- Walter Ganshof van der Meersch
- Fernand Hanssens
- Lucien Wercollier
- Major general Paul Jacques[2]
- Tinent general de la Gendarmeria Oscar-Eugène Dethise[2]
- Alfons Vranckx[2]
- Vescomte Omer Vanaudenhove[2]
- Baró Gilbert Thibaut de Maisières[2]
- Comte Jean d'Ursel[2]
- Comte Georges Moens de Fernig[2]

## Altres fonts
- Quinot H., 1950, Recueil illustré des décorations belges et congolaises, 4e Edition. (Hasselt)
- Cornet R., 1982, Recueil des dispositions légales et réglementaires régissant les ordres nationaux belges. 2e Ed. N.pl., (Brussels)
- Borné A.C., 1985, Distinctions honorifiques de la Belgique, 1830–1985 (Brussels)